# Delia brassicaeformis
Delia brassicaeformis este o specie de muște din genul Delia, familia Anthomyiidae. A fost descrisă pentru prima dată de Ringdahl în anul 1926. Conform Catalogue of Life specia Delia brassicaeformis nu are subspecii cunoscute.